# رميلة (مقام لنجة)
رمیلة (بالفارسية: رمیله) هي قرية تقع في إيران في دهستان مقام. يقدر عدد سكانها بـ 175 نسمة .